# Waldemiro Viana
Waldemiro Antônio Bacelar Viana (São Luís, 24 de julho de 1946 — São Luís, 3 de agosto de 2020) foi um escritor brasileiro.

## Biografia
Filho do médico e escritor Fernando Viana e de Maria de Lourdes Bacelar Viana, bacharelou-se em Direito pela Universidade Federal do Maranhão, no ano de 1969. Exerceu diversos cargos ao longo de sua trajetória, tendo nos últimos anos sido assessor de desembargador no Tribunal de Justiça do Estado do Maranhão.
Foi eleito em 1985 para a Cadeira n.º 2 da Academia Maranhense de Letras, sucedendo a Fernando Viana, seu pai. Seu irmão, o poeta Bacelar Viana, também era membro da Academia Maranhense de Letras.
Morreu em São Luís, no dia 3 de agosto de 2020, devido a complicações causadas pela leucemia.

## Obras
- Graúna em roça de arroz (1978)
- A questionável amoralidade de Apolônio Proeza (1990)
- O mau samaritano (1999)
- Passarela do centenário & outros perfis (2008)
- A tara e a toga (2010)
- O pulha fictício (2013)
- A vez da caça (2015)
- Maria Celeste da terra e do mar (2016)